# 대구지방법원
대구지방법원(大邱地方法院)은 민사소송 및 형사소송을 처리하기 위해 설치된 법원이다. 대구광역시와 경상북도 전역을 관할한다.

## 역사
- 1895년 5월 15일 대구재판소 개소
- 1908년 1월 1일 대구지방재판소 개칭
- 1945년 11월 19일 대구지방법원 개칭
- 1973년 11월 19일 중구 공평동에서 수성구 범어동[1]으로 청사 이전
- 2007년 3월 2일 달서구 용산동에 서부지원 개원 및 달서등기소 통합
- 2008년 2월 12일 사법 사상 최초로 국민참여재판 실시[2]
- 2013년 4월 29일 동구 효목동에 대구지방법원 등기국 개국 및 남·동·북대구등기소 통합
- 2026년 3월 대구회생법원 개원 예정[3]

## 조직
- 재판부 - 파산부, 민사집행단독, 행정부, 민사단독, 조정단독, 행정단독, 영장전담, 형사단독, 민사신청단독, 민사항소부, 재정단독, 형사항소부, 민사합의부, 소액단독, 형사합의부, 민사신청합의부, 민사회생단독, 파산단독, 재정결정부
- 사무국 - 총무과, 종합민원실, 민사합의과, 민사단독과, 민사소액과, 민사신청과, 형사합의과, 형사단독과, 등기과, 사법보좌관, 법원경비관리대

## 역대 법원장
| 순번 | 이름   | 재임 기간                          | 비고  |
| ---- | ------ | ---------------------------------- | ----- |
|      | 함승호 | -                                  |       |
|      | 허진   | 1948년 12월 13일 ~ 1951년 2월 16일 |       |
|      | 김용식 | 1951년 2월 17일 ~ 1952년 2월 15일  |       |
|      | 고재호 | 1952년 2월 16일 ~1954년 3월 7일    |       |
|      | 김종규 | 1954년 3월 8일 ~ 1954년 10월 4일   |       |
|      | 윤철균 | 1954년 10월 5일 ~1957년 9월 9일    |       |
|      | 사광욱 | 1957년 9월 10일 ~ 1959년 2월 2일   |       |
|      | 한환진 | 1959년 2월 3일 ~ 1960년 1월 19일   |       |
|      | 김치걸 | 1960년 1월 20일 ~ 1960년 11월 6일  |       |
|      | 유재방 | 1960년 11월 7일 ~ 1961년 8월 25일  |       |
|      | 김영세 | 1961년 8월 26일 ~ 1964년 3월 11일  |       |
|      | 임항준 | 1964년 3월 12일 ~ 1968년 12월 2일  |       |
|      | 한만수 | 1968년 12월 3일 ~ 1971년 9월 12일  |       |
|      | 이일규 | 1971년 9월 13일 ~ 1973년 4월 1일   |       |
|      | 정태원 | 1973년 4월 2일 ~ 1975년 9월 30일   |       |
|      | 이태찬 | 1975년 10월 1일 ~ 1977년 1월 3일   |       |
|      | 서윤홍 | 1977년 1월 4일 ~ 1979년 4월 15일   |       |
|      | 이정우 | 1979년 4월 16일 ~ 1980년 5월 31일  |       |
|      | 최봉길 | 1980년 6월 1일 ~ 1980년 8월 19일   |       |
|      | 박정근 | 1980년 8월 20일 ~ 1981년 4월 20일  |       |
|      | 최재호 | 1981년 4월 21일 ~ 1982년 3월 8일   |       |
|      | 한재영 | 1982년 3월 19일 ~ 1984년 7월 24일  |       |
|      | 고정권 | 1984년 7월 25일 ~ 1986년 1월 6일   |       |
|      | 김석주 | 1986년 4월 17일 ~ 1987년 8월 31일  |       |
|      | 윤영오 | 987년 9월 1일 ~ 1988년 7월 19일    |       |
|      | 김주상 | 1988년 7월 20일 ~1991년 1월 31일   |       |
|      | 이민수 | 1991년 2월 1일 ~ 1991년 9월 15일   |       |
|      | 김헌무 | 1991년 9월 16일 ~ 1992년 8월 12일  |       |
|      | 정상학 | 1992년 8월 12일 ~ 1993년 10월 14일 |       |
|      | 송진훈 | 1993년 10월 15일 ~ 1996년 2월 25일 |       |
|      | 이동락 | 1996년 2월 26일 ~1998년 2월 22일   |       |
|      | 강철구 | 1998년 2월23일 ~ 1999년 10월 10일  |       |
|      | 최덕수 | 1999년 10월 11일 ~ 2000년 7월 20일 |       |
|      | 이상경 | 2000년 7월 21일 ~ 2001년 2월 11일  |       |
|      | 강완구 | 2001년 2월 12일 ~ 2002년 2월 7일   |       |
|      | 김명길 | 2002년 2월 8일 ~ 2003년 9월 14일   |       |
|      | 김진기 | 2003년 9월 15일 ~ 2005년 11월 3일  |       |
|      | 황영목 | 2005년 11월 4일 ~ 2009년 2월 8일   |       |
|      | 김수학 | 2009년 2월 9일 ~ 2011년 2월 16일   |       |
| 39대 | 최우식 | 2011년 2월 17일 ~ 2012년 2월 15일  | [ 4 ] |
| 40대 | 김창종 | 2012년 2월 16일 ~ 2012년 8월 26일  | [ 5 ] |
| 41대 | 조희대 | 2012년 9월 7일 ~ 2014년 2월 11일   |       |
| 42대 | 조해현 | 2014년 2월 13일 ~ 2016년 2월 10일  |       |
| 43대 | 황병하 | 2016년 2월 11일 ~ 2017년 2월 8일   |       |
| 44대 | 김찬돈 | 2017년 2월 9일 ~ 2019년 2월 13일   |       |
| 45대 | 손봉기 | 2019년 2월 14일 ~ 2021년 2월 21일  |       |
| 46대 | 황영수 | 2021년 2월 22일 ~ 2023년 2월 19일  |       |
| 47대 | 한재봉 | 2023년 2월 20일 ~ 2025년 2월 19일  |       |
| 48대 | 강동명 | 2025년 2월 20일 ~                  |       |

## 관할 구역

### 시·군 법원
- 청도군법원, 영천시법원, 칠곡군법원, 경산시법원

### 지원
- 서부지원 - 대구광역시 달서구 장산남로 30
- 안동지원 - 경상북도 안동시 강남로 304
- 포항지원 - 경상북도 포항시 북구 법원로 181
- 경주지원 - 경상북도 경주시 화랑로 89
- 김천지원 - 경상북도 김천시 물망골길 39
- 영덕지원 - 경상북도 영덕군 영덕읍 경동로 8337
- 상주지원 - 경상북도 상주시 북천로 17-9
- 의성지원 - 경상북도 의성군 의성읍 군청길 67

### 등기소
- 대구지방법원 등기국, 군위, 청송, 영양, 영천, 경산, 청도, 칠곡, 구미, 문경, 예천, 영주 ,봉화, 울릉, 울진